# شاه بسرمرد (بشتكوه)
شاه بسرمرد (بالفارسية: شاه‌پسرمرد) هي قرية تقع في إيران في Poshtkuh Rural District. يقدر عدد سكانها بـ 155 نسمة بحسب إحصاء 2016.